# Carabus concolor
Carabus concolor es una especie de insecto adéfago del género Carabus, familia Carabidae. Fue descrita científicamente por Fabricius en 1792.
Habita en Italia y Suiza. Las especies de este género son de color marrón.